# Lego The Simpsons
Lego The Simpsons var en produktlinje produceret af den danske legetøjskoncern LEGO. Det var et licenstema baseret på tv-serien The Simpsons. Det blev lanceret i 2014 i anledning af The Simpsons 25 års jubliæum.
Der blev udgivet to store sæt med henholdsvis familien Simpsons' hus og supermarkedet The Kwik-E-Mart samt to sæt i Lego Minifigures-temaet med figurer fra serien.
I maj 2014 blev der også sendt en episode af The Simpsons i Lego-tema kaldet Brick like Me.

## Sæt
| Reference | Navn                               | Udgivet | Dele/noter                 |
| --------- | ---------------------------------- | ------- | -------------------------- |
| 71005     | Minfigures – The Simpsons™ Serie 1 | 2014    | 16 forskellige minifigurer |
| 71006     | The Simpsons™ House                | 2014    | 2523                       |
| 71009     | Minfigures – The Simpsons™ Serie 2 | 2015    | 16 forskellige minifigurer |
| 71016     | The Kwik-E-Mart                    | 2015    | 2179                       |